# Арендаль
Арендал (іноді Арендаль; норв. Arendal) — місто й порт на півдні Норвегії. Адміністративний центр комуни Арендал у фюльке Агдер (давніше — у фюльке Еуст-Агдер). 

## Відомості
Міська гавань розташована в бухті Трумея (або Трумей), затоці, захищеній островом Трумей. Арендал був портом ще з 14 століття, а до початку ери пароплавів мав найбільший флот у Норвегії.
З 16 століття місто процвітало завдяки експорту деревини. Лісозаготовки надалі частково спускають течією річки Нідельва, яка впадає в Скагеррак в Арендалі. Окрім деревообробки головні промисли міста включають обробку металів та виробництво особливих електричних приладів, харчову та тютюнову промисловість. Арендал — один із найважливіших прибережних мореплавно-вантажних центрів Норвегії та залізнична станція на лінії Осло — Крістіансанн.

## Архітектура
Чотирьохповерхова міська ратуша — одна з найбільших дерев'яних будівель в Норвегії. Історична гарматна площа, що височіє над гаванню, використовувалась протягом війни під час якої, у 1814 році, Данія була змушена передати Норвегію Швеції.   

## Відомі люди
- Сам Ейде

## Галерея

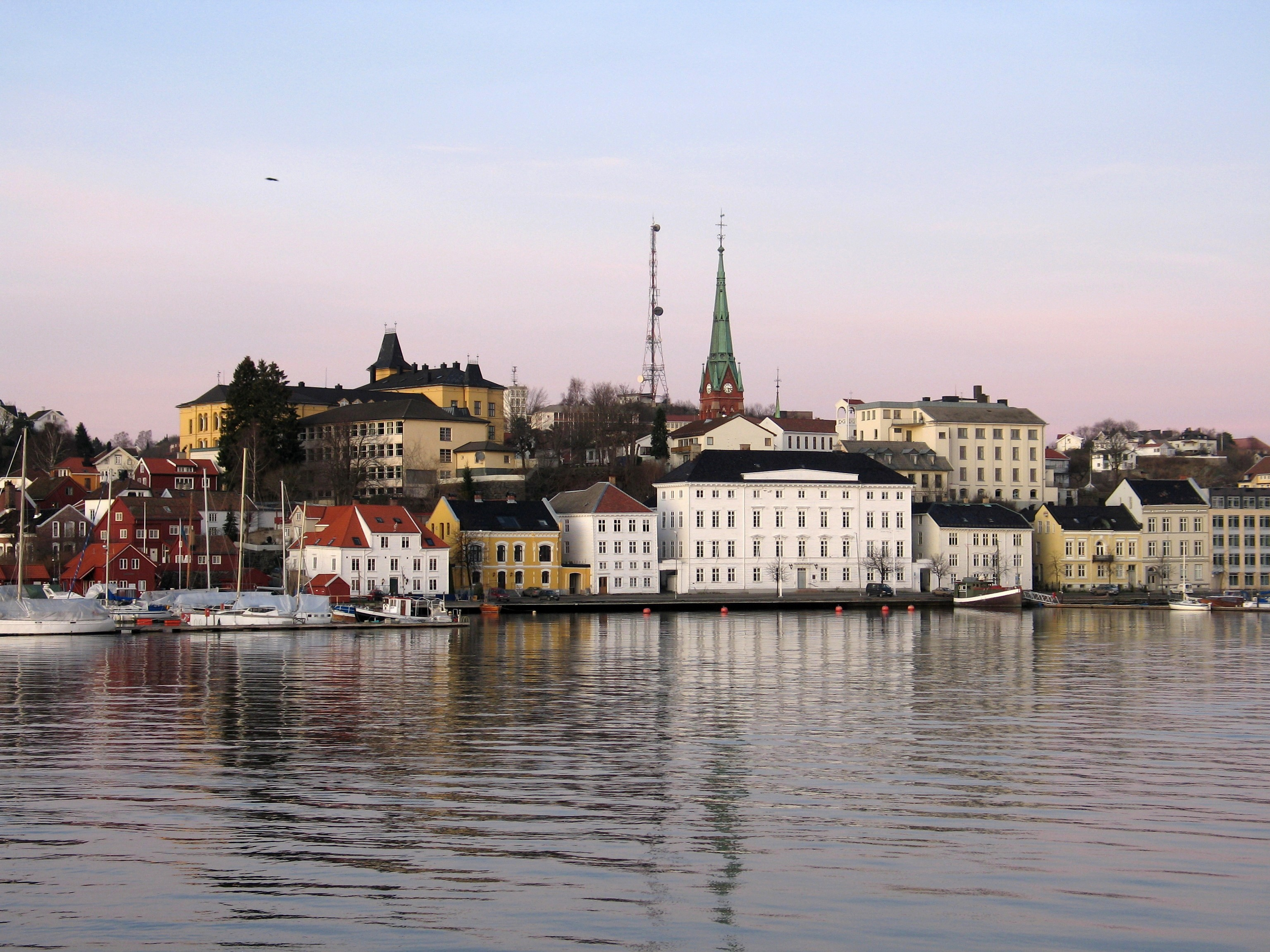
Вигляд на місто з острова Тігольмен.

## Джерело
- Енциклопедія Британніка: Арендал (Норвегія) [Архівовано 3 грудня 2009 у Wayback Machine.]